# Левтуттывеем
Левтуттывеем — река на Дальнем Востоке России. Протекает по территории Чаунского района Чукотского автономного округа. Длина — 72 км.
Начинается с северных склонов горы Верхний Элыпычкыкин, впадает в Паляваам слева. Река в верховьях протекает в узкой межгорной впадине, местность вокруг устья сильно заболочена.
Притоки (от устья): Искра, Омут, Смуглый, Ыльытрын, Дымный, Наледевый, Ветвистый, Тонкий.

## Топоним
Название в переводе с чук. Левтутутвеем — «корневище-река». По легенде название произошло от того, что чукча Тиныл вызвал духов для борьбы с враждебным племенем, которые затопили бассейны рек, впадающих в Чаунскую губу. Морская вода затопила всё вокруг, обойдя только жилище Тиныла, враги утонули, а когда вода ушла на берегу реки остались брёвна с корневищами.